# Инфоркија (Потенца)
Инфоркија (итал. Inforchia) је насеље у Италији у округу Потенца, региону Базиликата.
Према процени из 2011. у насељу је живело 79 становника. Насеље се налази на надморској висини од 494 м.